# Franz II. (Sizilien)

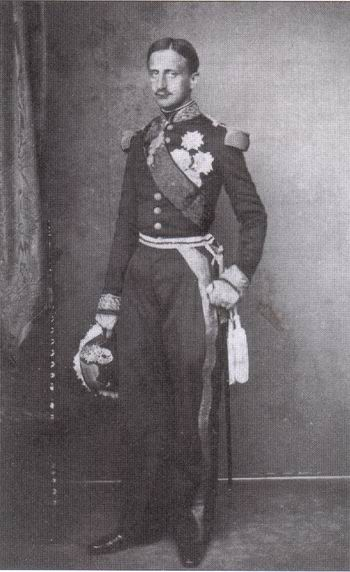
König Franz II. beider Sizilien (1860)

Francesco II. Maria Leopoldo (* 16. Januar 1836 in Neapel; † 27. Dezember 1894 in Arco) aus dem Haus Bourbon-Sizilien war von 1859 bis 1861 der letzte König beider Sizilien.

## Leben
Franz wurde als Sohn von König Ferdinand II. beider Sizilien und dessen erster Gemahlin Maria Christina von Savoyen geboren. Seit seiner Kindheit trug er den Spitznamen Bombino (der kleine Bomber), eine Anspielung auf die Bezeichnung seines Vaters im Volksmund als Re Bomba („Bombenkönig“), der 1849 zur Unterdrückung eines Aufstandes das Bombardement der Stadt Messina angeordnet hatte.
Am 3. Februar 1859 heiratete er in Bari Herzogin Marie in Bayern (1841–1925), eine Tochter von Max Joseph in Bayern und seiner Gemahlin Ludovika. Sie war die jüngere Schwester von Kaiserin Elisabeth von Österreich und die ältere Schwester von Mathilde in Bayern, die 1861 die Ehefrau seines Halbbruders Ludwig wurde. Franz litt unter einer angeborenen Beeinträchtigung (Phimose), die er vor der Hochzeit nicht hatte operativ korrigieren lassen. Dadurch konnte die Ehe anfänglich nicht vollzogen werden.
„Der junge König war guten Willens, aber unerfahren.“
Unentschlossen und zwischen seinen Ratgebern schwankend, ging Franz die dringend nötigen Reformen zur Überwindung der Armut des Großteils seiner Untertanen nicht an. Ab Mai 1860 unternahm der Freiheitskämpfer Giuseppe Garibaldi den Zug der Tausend und landete auf Sizilien, um die Insel von der Herrschaft der Bourbonen zu befreien.  In der Folge wurde Franz im Jahr 1861 im Zuge der italienischen Einigung, des Risorgimento, als König beider Sizilien abgesetzt. Franz II. und Marie hatten vorerst Zuflucht auf der Festung Gaeta gesucht, wobei der fromme Franz nur 66 Reliquiare und die Asche der Heiligen Iasonia mitnahm, da er annahm, dass sich die Lage innerhalb weniger Tage wieder beruhigen würde. Nur wenige Königstreue verteidigten jedoch die Festung (vgl. General Felix von Schumacher, der Verteidiger von Gaeta). Am 13. Februar 1861 unterzeichnete der junge König die Kapitulation.
Im Exil in Rom verfiel Franz mehr und mehr dem Mystizismus und kümmerte sich wenig darum, was seine Frau Marie tat. Nachdem seine Frau heimlich ein außereheliches Kind zur Welt gebracht hatte, entschloss sie sich, ihrem Gatten alles zu gestehen. Dieser verzieh ihr nicht nur, sondern ließ sich auch endlich operieren, sodass die Ehe nun vollzogen werden konnte. Das neue gemeinsame Leben wurde im Dezember 1869 durch die Geburt der Tochter Maria Christina besiegelt, die jedoch bereits nach wenigen Monaten verstarb.
Zeitweise wohnte Franz II. am Starnberger See im Schloss Garatshausen, das seine Frau Marie 1870 von ihrem Bruder Herzog Ludwig gekauft hatte. Die Winter verbrachte König Franz in Arco in Tirol unweit des Gardasees, wo er am 27. Dezember 1894 im Alter von 58 Jahren starb und beigesetzt wurde.

## Ruhestätten
Königin Marie überlebte Franz um dreißig Jahre. Nach ihrem Tod im Jahr 1925 wurde ihr Leichnam aus München wie auch die sterblichen Überreste von Franz aus Arco nach Rom überführt. Beide wurden in der Chiesa dello Spirito Santo dei Napoletani in der Via Giulia beigesetzt, wo bereits ihre kleine Tochter bestattet war. Im Jahr 1984 erfolgte die Umbettung der Überreste in die Grablege der sizilianischen Bourbonen in der Basilika Santa Chiara in Neapel.

## Nachkommen
- Maria Christina Pia von Sizilien (* 24. Dezember 1869; † 28. März 1870)

## Belege
1. ↑  Rudolf Lill: Geschichte Italiens vom 16. Jahrhundert bis zu den Anfängen des Faschismus. Wissenschaftliche Buchgesellschaft, Darmstadt 1980. ISBN 3-534-06746-0. S. 37.
2. ↑  Giuseppe Ressa:  L’invasione e la fine delle Due Sicilie: L’esilio di Francesco II e sua morte. Hrsg. von Alfonso Grasso. Artikel auf der Website des Centro Culturale e di Studi Storici “Brigantino – il Portale del Sud”, Neapel und Palermo, 2008, abgerufen am 13. Februar 2016.

| Vorgänger     | Amt                             | Nachfolger |
| ------------- | ------------------------------- | ---------- |
| Ferdinand II. | König beider Sizilien 1859–1861 | —          |

| Personendaten    | Personendaten                 |
| ---------------- | ----------------------------- |
| NAME             | Franz II.                     |
| ALTERNATIVNAMEN  | Francesco II. Maria Leopoldo  |
| KURZBESCHREIBUNG | König von Sizilien und Neapel |
| GEBURTSDATUM     | 16. Januar 1836               |
| GEBURTSORT       | Neapel                        |
| STERBEDATUM      | 27. Dezember 1894             |
| STERBEORT        | Arco                          |